# Centre de l’Aube
Das Centre de stockage de l’Aube ist neben dem Felslabor Bure (Versuchsanlage auch für hochradioaktive Abfälle) und dem seit 1994 geschlossenen Centre de la Manche eines von drei Endlagern für radioaktive Abfälle in Frankreich.
Es dient dabei der Einlagerung schwach- und mittelradioaktiver Abfälle und hat nach dessen Schließung die Aufgaben des älteren Centre de la Manche übernommen. Die ersten Abfallfässer wurden 1992 angeliefert. Die Anlage befindet sich auf dem Gebiet der Gemeinde Soulaines-Dhuys und hat ein Fassungsvermögen von einer Million m³.
Bis Ende 1997 wurden im Centre 76.000 m³ eingelagert. Der Betrieb läuft in wesentlich größerem Umfang automatisiert und computerüberwacht ab als im Centre de la Manche, wo viele Betriebsabläufe noch manuell erfolgten. Ansonsten ist die Einlagerungstechnik (Tumulus und Monolithblöcke) vergleichbar mit der des Centre de La Manche.
Die Abfallfässer und Beton-Gebinde werden nicht wie die hochradioaktiven Abfälle in der Tiefe, sondern oberflächlich gelagert. In sechs Schichten werden sie auf einer Beton-Plattform, die durch kleine Kanäle entwässert wird, aufeinander  gestapelt. Ist das Lager voll, wird es wasser-undurchlässig gemacht und mit Erde überdeckt. Es soll während 300 Jahren überwacht bleiben. Danach geht man davon aus, dass die Radioaktivität dieser schwach aktiven Abfälle auf den Stand der natürlichen Strahlung abgeklungen ist.
Bei der Planung der Anlage wurde davon ausgegangen, dass jährlich etwa 30.000 m³ eingelagert werden, 90 % davon aus der Kernenergieindustrie, der Rest aus dem Bereich der sonstigen Industrie und aus Krankenhäusern. Dementsprechend waren als Betriebsdauer rund 30 Jahre vorgesehen. Die tatsächlich angelieferten Mengen liegen jedoch deutlich unter den ursprünglichen Erwartungen, so dass inzwischen mit 60 Jahren Betriebszeit zu rechnen ist. Eine eigene Kompaktierungsanlage befindet sich vor Ort.